# Cap Kohlsaat
Le cap Kohlsaat (en russe : Мыс Кользат) est un cap situé sur la côte est de l'île Graham Bell, l'île la plus orientale de l'archipel François-Joseph, au nord de la Russie. Il marque également la limite orientale du l'archipel François-Joseph.
Ses coordonnées géographiques sont 81° 14′ N, 65° 10′ E et il est important comme point de repère, le cap Kohlsaat marque la limite nord-ouest de la mer de Kara avec l'océan Arctique.
Étant proche de la zone de glace permanente de l'océan Arctique, la mer au large du cap Kohlsaat est recouverte par la banquise presque tout au long de l'année.

## Sources et bibliographie
- N. N. Zoubov, The Circumnavigation of Franz Josef Land, Geographical Review. 2(3), juillet 1933.